# Nannophlebia buruensis
Nannophlebia buruensis – gatunek ważki z rodziny ważkowatych (Libellulidae).